# Đại học RWTH Aachen
RWTH Aachen hoặc Rheinisch-Westfälische Technische Hochschule Aachen là một trường đại học nghiên cứu nằm ở Aachen, Đức. Với hơn 47,000 sinh viên cùng 144 chương trình giảng dạy, đây là trường kỹ thuật lớn nhất nước Đức.
RWTH Aachen là thành viên của nhóm các trường xuất sắc nhất nước Đức (German Universities of Excellence Initiative), nhóm các trường đại học kỹ thuật ưu tú nhất nước Đức (TU9) và Hiệp hội nghiên cứu Đức (Deutsche Forschungsgemeinschaft).

## Bảng xếp hạng quốc tế
RWTH Aachen, cùng với TU München và TU Berlin, là niềm tự hào của nền giáo dục nước Đức. RWTH Aachen nổi tiếng về đào tạo lĩnh vực kỹ thuật.
Theo bảng xếp hạng các trường đại học thế giới (QS World University Rankings) năm 2015, RWTH Aachen đứng hạng 12 thế giới với ngành kỹ thuật cơ khí, hạng 34 thế giới với ngành kỹ thuật hóa học, hạng 29 thế giới với ngành khoa học vật liệu. Năm 2018, các ngành kỹ thuật và công nghệ nói chung (engineering and technology by faculty) đứng hạng 31 thế giới.
Theo bảng xếp hạng đại học quốc gia CHE, RWTH Aachen giữ ngôi vị số một nước Đức ngành kỹ thuật cơ khí, kỹ thuật hóa chất, kỹ thuật điện, kỹ thuật công nghiệp và khoa học máy tính.

## Học phí
RWTH Aachen được quản lý bởi chính quyền bang Nordrhein-Westfalen, Đức. Vì thế, học phí được miễn kể cả đối với sinh viên quốc tế.

## Cựu sinh viên nổi bật
RWTH Aachen là ngôi nhà của một số cá nhân nổi bật, bao gồm một số nhà khoa học nhận giải Nobel về vật lý và hóa học. Đơn cử, Helmut Zahn nhận giải Nobel Hóa học năm 1963 với phát minh insulin chữa bệnh tiểu đường.